# Dietrich-Bonhoeffer-Kirche (München)

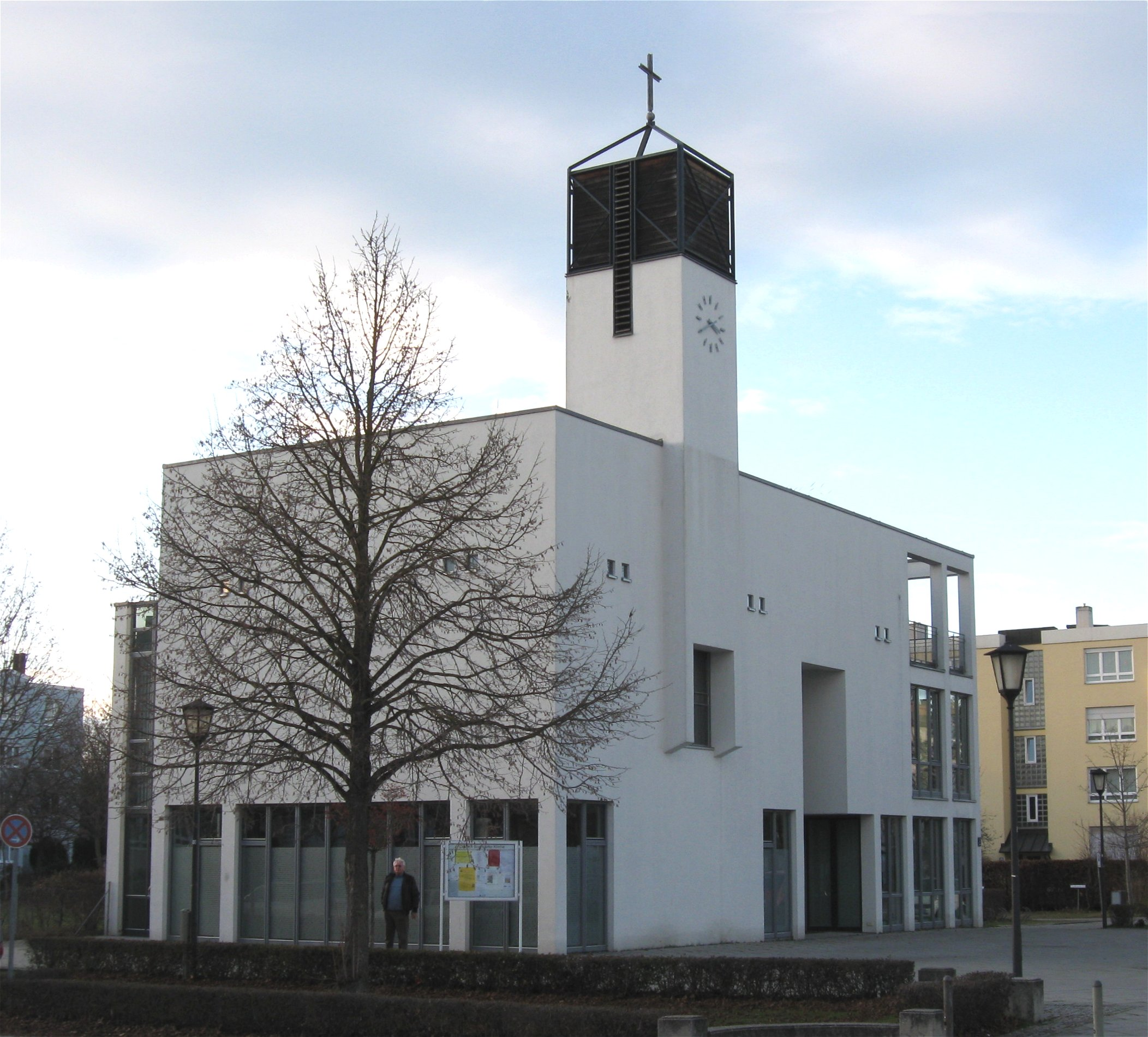
Dietrich-Bonhoeffer-Kirche

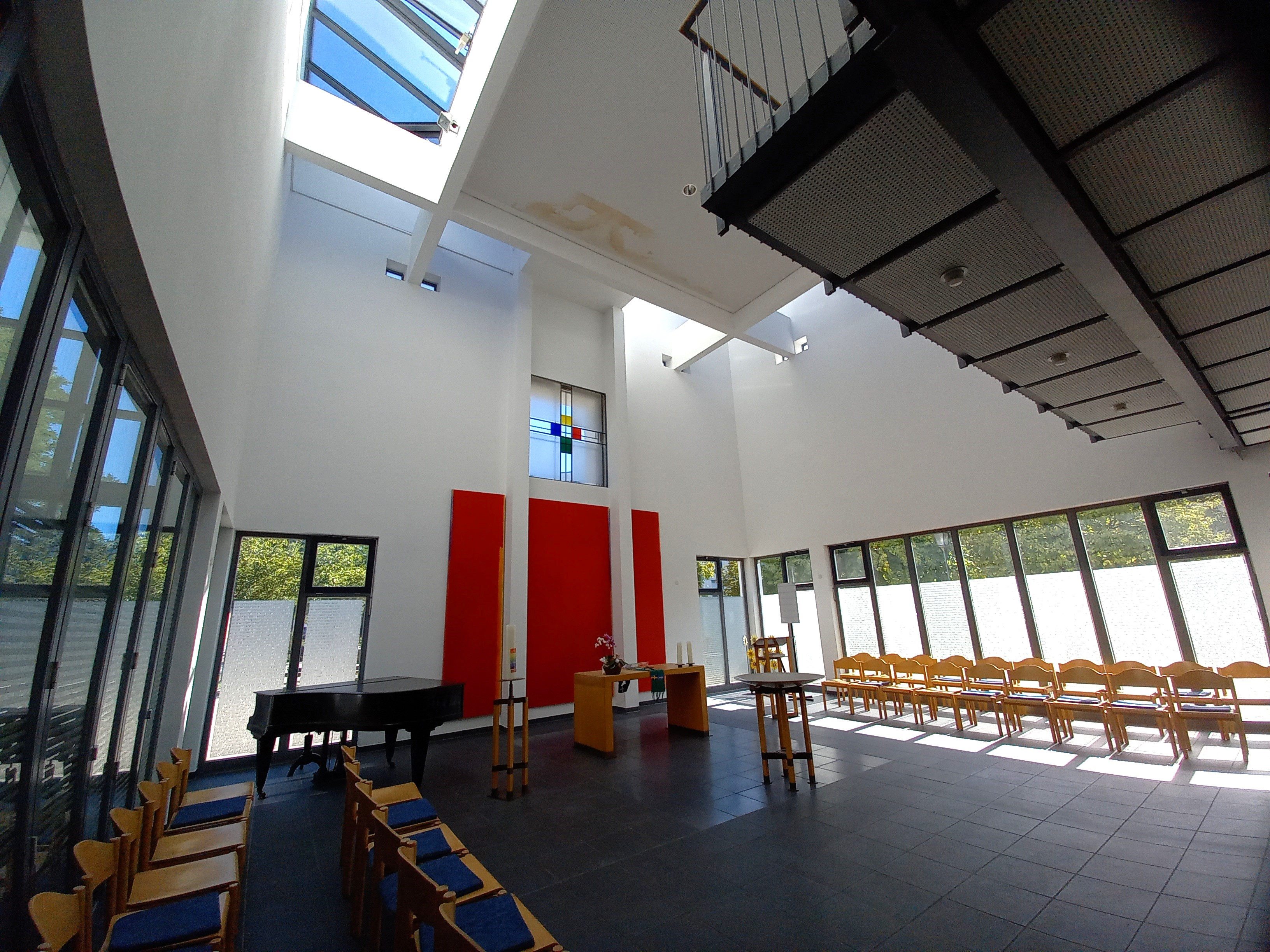
Innenansicht

Die Dietrich-Bonhoeffer-Kirche ist ein evangelisch-lutherisches Kirchengebäude. Es befindet sich am Dietzfelbingerplatz 2 des Münchner Stadtteils Neuperlach.

## Geschichte
Das Bevölkerungszuwachstum in Neuperlach-Süd machte den Bau eines neuen Gemeindezentrums notwendig. Dafür gründete 1991 die Kirchengemeinde der Lätarekirche den „Kirchenbauförderverein Dietzfelbingerplatz e.V.“. Der erste Spatenstich für das neue Gemeindezentrum fand im September 1996 statt, die Einweihung am 2. Mai 1999.

## Kirchengebäude und Ausstattung
Kirche und Gemeindezentrum bilden jeweils einen Kubus, die über dem ebenfalls würfelförmigen Eingangsbereich der Kirche miteinander verschränkt sind. Die würfelförmige Anlage symbolisiert die Gerechtigkeit Gottes, die alle Menschen mit gleichem Maß misst. Die Kirche ruht auf 12 Grundsteinen, jede Glaswand ist durch zwölf Pfeiler unterteilt. Sie erinnern an die 12 Stämme Israels und an die 12 Jünger Jesu. Die Glasfenster sind mit Worten Dietrich Bonhoeffers gestaltet und sind von innen und außen lesbar. Manfred Mayerle schuf das Glasfenster am Turmfuß, das Altarkreuz, das Taufbecken, ein Lesepult, einen Kerzenständer für die Osterkerze und ein rotes Triptychon als Altarbild.

## Orgel

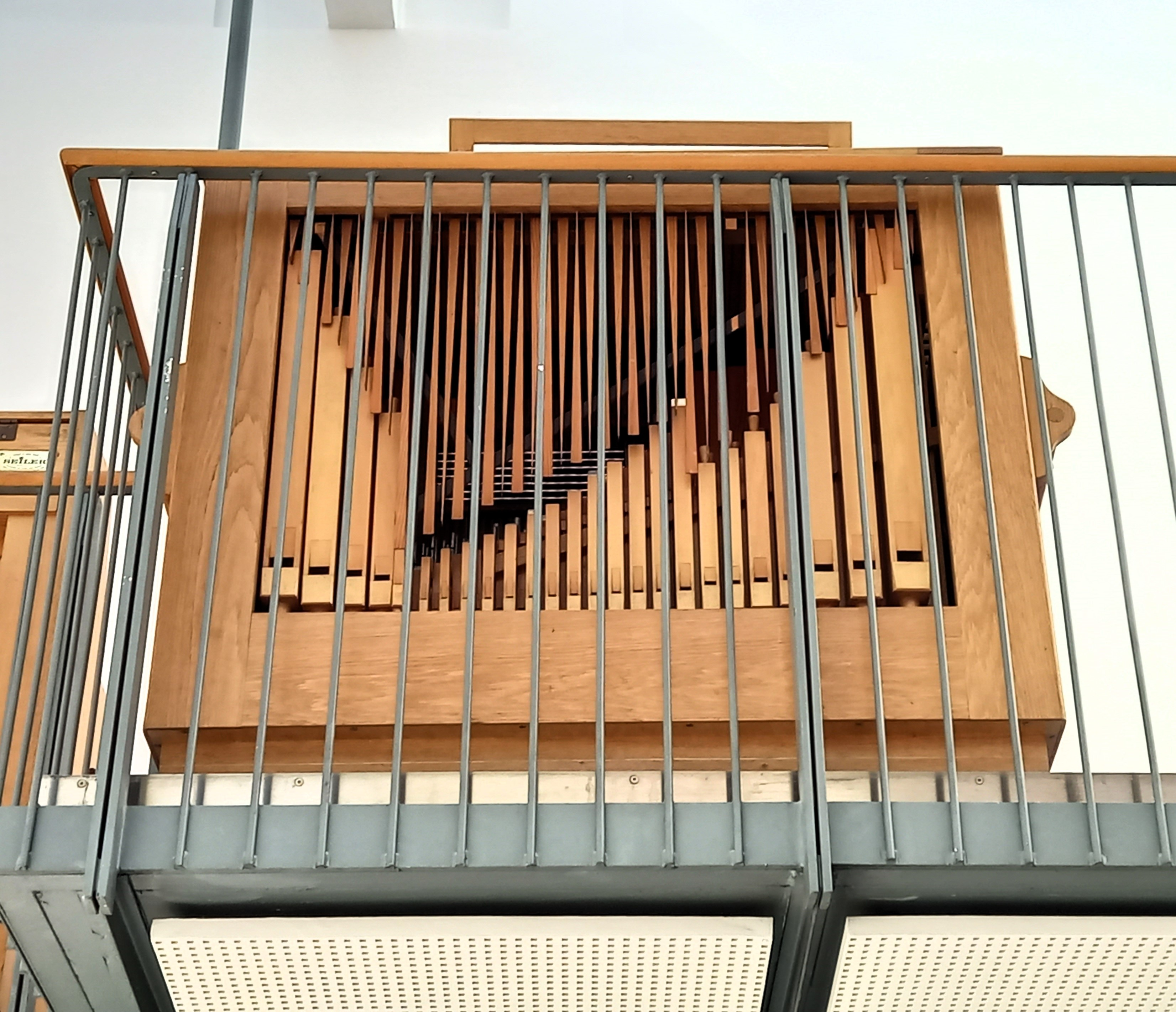
Truhenorgel

Das rein mechanische Schleifladeninstrument wurde in Form einer Truhenorgel 1979 von Josef Garhammer gebaut und verfügt über 5 Register. Die Disposition lautet:
| Manual C,D–d3 |        |       |
| Gedackt       | 8′     | (B/D) |
| Flöte         | 4′     | (B/D) |
| Prinzipal     | 2′     | (B/D) |
| Quinte        | 2 ⁄3′  | (B)   |
| Terz          | 1 3⁄5′ |       |
| Quinte        | 1 ⁄3′  | (D)   |

- Schleifenteilung zwischen b0 und h0

## Glocken
Die Kirche verfügt über vier Glocken mit den Schlagtönen h1, d22 e2 und g2. Sie sind auf die vier Glocken der benachbarten katholischen Kirche St. Maximilian Kolbe abgestimmt, die das Te-Deum-Motiv mit den Schlagtönen e1, g1, a1 und c2 bilden. Beim Zusammenläuten entsteht ein achtstimmiges Großgeläut.